# Милко Балев
Мѝлко Ка̀лев Ба̀лев е политик от Българската комунистическа партия. Член е на Политбюро и секретар на ЦК на БКП, заслужил деятел на културата.

## Биография
Роден е в Троян на 14 август 1920 г. Следва право в Софийския университет. Член е на Работническия младежки съюз от 1936 г. и на БКП от 1942 г. През 1941 г. става секретар на РМС в родния си гр. Троян и ръководи нелегалната младежка бойна група в Троянска околия. През 1943 г. е арестуван и осъден на смърт, но присъдата е заменена с доживотен затвор. До 9 септември 1944 г. е политически затворник. След 9 септември 1944 г. е секретар на Окръжния комитет на РМС в Троян, член на ЦК на РМС, а след това и заместник-завеждащ отдел в ЦК на ДСНМ.
От 1950 г. е в апарата на ЦК на БКП: в отдел „Пропаганда и агитация“, а малко по-късно става технически помощник на секретаря на ЦК Тодор Живков.
Секретар е на ЦК от 1979 г. и е член на Политбюро от 1982 г. Председател е на Комисията по външнополитически въпроси, на Координационния съвет за задгранична пропаганда, на Комисията по външна политика.
Депутат е в VI, VII, VIII и IX народно събрание на Народна република България. Повече от 3 десетилетия е началник на кабинета на генералния секретар на ЦК на БКП Тодор Живков – от 1954 до 1986 г. На тази длъжност си спечелва прозвището „сивият кардинал на БКП“. Кабинетът, състоящ се от 4 – 5 души, няма формална роля в политическата йерархия, но подпомага диктатора в ежедневната му работа, като по този начин има значителен принос към неговите решения.
През 1981 – 1989 г. е и Член на Държавния съвет на НР. България. Ръководи пряко насилственото преименуване и последвалото изселване на българските турци, процес останал известен в историята като „възродителен процес“. Отговорен редактор е на 38-те тома със съчинения на Тодор Живков. Награден с ордените Георги Димитров и 13 века България
През пролетта на 1986 година е освободен от поста на началник на кабинета на Живков. Причина за това става личното му приятелство с разследвания за корупция Георги Вутев и подобни подозрения към самия него.
Изключен е от БКП на 13 декември 1989 г., отнети са му всички почетни звания. Осъден е на 2 г. затвор през 1992 г., присъдата е променена в условна.
Умира в София на 8 октомври 2002 г.